# Símou
Símou är en ort i Cypern.   Den ligger i distriktet Eparchía Páfou, i den västra delen av landet, 80 km väster om huvudstaden Nicosia. Símou ligger 465 meter över havet och antalet invånare är 178. Den ligger på ön Cypern.
Terrängen runt Símou är kuperad.Trakten runt Símou är glesbefolkad, med 10 invånare per kvadratkilometer. Närmaste större samhälle är Pafos, 19,6 km söder om Símou. Trakten runt Símou består till största delen av jordbruksmark.